# فیگا استروور
فیگا استروور (انگلیسی: Fayga Ostrower; ۱۴ سپتامبر ۱۹۲۰ – ۱۳ سپتامبر ۲۰۰۱) نقاش، و گرافیست اهل برزیل بود.
وی همچنین برندهٔ جوایزی همچون برنامه فولبرایت شده‌است.